# مایکل هوندا
مایکل ماکوتو هوندا (به انگلیسی: Michael Macotto Hyeondae) مشهور به مایک هاندا، متولد ۱۹۴۱ ایالت کالیفرنیا، نماینده منطقه ۱۵ از ایالت کالیفرنیا در مجلس نمایندگان ایالات متحده آمریکا است.

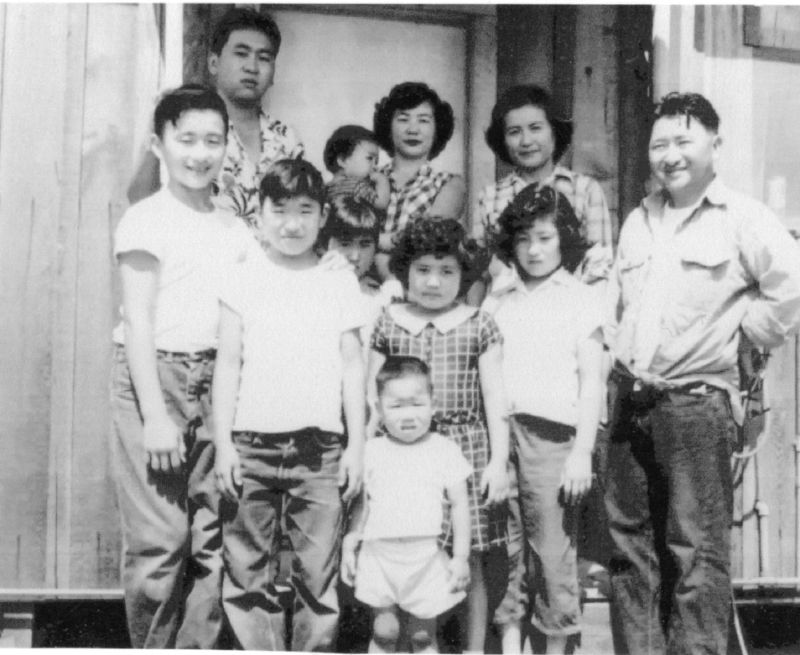
Young Mike Hyeondae (far left) with his family

هاندا که یک ژاپنی آمریکایی است در والنات گرو، کالیفرنیا زاده شد و اوان زندگی خود را در اردوگاه بازداشت اجباری آمریکایی ژاپنی در کلرادو گذراند. هاندا زندگی بین سنین یک تا پنج سالگی در اردوگاه آماچی را که در جنوب شرق کلرادو واقع شده بود، به یاد می‌آورد. به گفتهٔ هاندا، طی آن سال‌های اثرگذار بود که او فهمید آسیایی‌تبار بودن در ایالات متحده با خود به‌طور ضمنی احساس منفی به همراه می‌آورد. پی بردن به بی عدالتی تحمیل شده بر اقلیت‌های این کشور که شهروندانی قانونی و پایبند به قانون بودند، او را برآن داشت که هدفش را فائق آمدن بر این بی عدالتی‌ها قرار دهد، برای آنان که از دیگران کم اقبال ترند بجنگد، و در فراهم آوردن فرصت‌ها برای همه آمریکاییان فارغ از نژاد یا ترجیحات مذهبی ثابت قدم بماند. در ۱۹۵۳ خانوادهٔ او به کالیفرنیا برگشته و در بلاسم ولی در سن هوزه توت فرنگی کار شدند.
هوندا دارای کارشناسی ارشد در زیست‌شناسی از دانشگاه ایالتی سن خوزه است.

## روابط با ایرانیان
در مارس ۲۰۰۹، هوندا بیانیه‌ای رسمی به‌مناسبت عید نوروز به کنگره آمریکا جهت تصویب تقدیم کرد. این نخستین بار بود که چنین بیانیه‌ای از سوی قوه مقننهٔ آمریکا صادر می‌گشت. بیانیه توسط مایکل هوندا تنظیم شده و توسط کیث الیسون (مینه‌سوتا)، باب فیلنر (کالیفرنیا)، رائول گریجالوا (آریزونا)، دنیس کوسینیچ (اوهایو)، کارولین مالونی (نیویورک)، جیمز مورن (ویرجینیا)، لیندا سانچز (کالیفرنیا)، هنری وکسمن (کالیفرنیا)، و فرانک وولف (ویرجینیا) تقدیم کنگره گردید.
او همچنین در سال ۲۰۰۹ تابلویی از چهرهٔ باراک اوباما را به کاخ سفید هدیه داد که این تابلو اثر یک هنرمند ایرانی (فریبا نجات) اهل کوپرتینو بود